# Albrecht IV van Anhalt
Albrecht IV van Anhalt (overleden te Coswig op 24 november 1423) was van 1382 tot 1396 vorst van Anhalt-Zerbst en van 1396 tot aan zijn dood vorst van Anhalt-Köthen. Hij behoorde tot het huis Ascaniërs. 

## Levensloop
Albrecht IV was de tweede zoon van vorst Johan II van Anhalt-Zerbst en Elisabeth van Henneberg-Schleusingen, dochter van vorst Johan I van Henneberg-Schleusingen.
Na de dood van zijn vader in 1382 erfde hij samen met zijn broers Sigismund I en Waldemar III het vorstendom Anhalt-Zerbst. In 1391 stierf Waldemar III, waarna Sigismund I en Albrecht IV als medevorsten van Anhalt-Zerbst achterbleven. Al van jongs af was Albrecht IV voorbereid voor een kerkelijke loopbaan en in 1392 werd hij kanunnik van de Dom van Maagdenburg.
In 1396 beslisten Albrecht IV en Sigismund II om het vorstendom Anhalt-Zerbst onderling te verdelen: Albrecht kreeg het vorstendom Anhalt-Köthen met de stad Köthen als hoofdstad, terwijl Sigismund het vorstendom Anhalt-Dessau kreeg met de stad Dessau als hoofdstad. Kort daarna beëindigde Albrecht zijn kerkelijke loopbaan om te huwen en erfgenamen te produceren.
In 1423 stierf hij.

## Huwelijk en nakomelingen
Rond 1398 huwde Albrecht IV met Elisabeth (overleden na 1403), dochter van graaf Gebhard III van Mansfeld. Ze kregen zes kinderen:
- Adolf I (overleden in 1473), vorst van Anhalt-Köthen
- Anna (overleden voor 1426), huwde in 1422 met Willem van Werle
- Lutrud (overleden in 1465), huwde in 1430 met hertog Johan III van Mecklenburg-Stargard
- Willem, jong gestorven
- Albrecht (overleden in 1413)
- Waldemar V (overleden in 1436), vorst van Anhalt-Köthen

Op 4 februari 1419 huwde hij een tweede maal met Elisabeth (overleden in 1452), dochter van graaf Gebhard XI van Querfurt. Ze kregen drie kinderen:
- Albrecht VI (overleden in 1475), vorst van Anhalt-Köthen
- Sophia, huwde met Gunther VI van Barby, graaf van Mühlingen
- Dietburg, jong gestorven